# Liste der Baudenkmale in Hohenkirchen (Mecklenburg)
In der Liste der Baudenkmale in Hohenkirchen sind alle denkmalgeschützten Bauten der mecklenburgischen Gemeinde Hohenkirchen und ihrer Ortsteile aufgelistet. Grundlage ist die Veröffentlichung der Denkmalliste des Kreises Nordwestmecklenburg mit dem Stand vom 16. September 2020.

## Baudenkmale nach Ortsteilen

### Hohenkirchen
| ID  | Lage          | Bezeichnung | Beschreibung | Bild           |
| --- | ------------- | ----------- | --- | -------------- |
| 711 | (Karte)       | Kirche      | Backsteingotische Dorfkirche Hohenkirchen vom 15. Jahrhundert mit 5/8 Chorabschluss an dem dreijochigem, einschiffigem Langhaus wuchtiger, quadratischer Westturm mit Walmdach Innen mit Kreuzrippengewölbe, barocker hoher Holzaltar von 1749 und Holz-Kanzel von 1739. | Weitere Bilder |
| 709 | Dorfstraße 28 | Wohnhaus    | |                |
| 710 | Dorfstraße 38 | Pfarrhof    | |                |

### Alt Jassewitz
| ID | Lage           | Bezeichnung       | Beschreibung | Bild |
| -- | -------------- | ----------------- | ------------ | ---- |
| 2  |                | Scheune 1801/1850 |              |      |
| 17 | Im Dorfe 34/36 | Bauernhaus        |              |      |

### Beckerwitz
| ID | Lage            | Bezeichnung                           | Beschreibung              | Bild |
| -- | --------------- | ------------------------------------- | ------------------------- | ---- |
| 46 | An der Krümm 18 | Büdnerei                              |                           |      |
| 47 | An der Krümm 13 | Büdnerei                              |                           |      |
| 48 | An der Krümm 19 | Büdnerei                              |                           |      |
| 49 | Ostseestraße 35 | Bauernhaus                            |                           |      |
| 50 | Ostseestraße 20 | ehem. Stellmacherei                   |                           |      |
| 51 | Zur Wieck 4     | Villa und Bettenhaus (Jugendherberge) | Jugendherberge Beckerwitz |      |

### Gramkow
| ID   | Lage             | Bezeichnung                                            | Beschreibung | Bild |
| ---- | ---------------- | ------------------------------------------------------ | --- | ---- |
| 472  | Lange Straße 14  | Schloss mit Park u. mittelalterlichem Taufstein        | |      |
| 473  | Altes Gutshaus 1 | Gutsanlage, Gutshaus, Speicher u. kleines Stallgebäude | Gutshaus, Speicher und kleines Stallgebäude. Der zweigeschossige Putzbau steht auf einem hohen Sockel. Er ist mit einem Walmdach gedeckt und wurde in der Mitte des 19. Jahrhunderts errichtet. Fast alle neugotischen Details wurden bei der Renovierung im Jahr 1978 entfernt. An die Gartenseite wurde ein Erker angefügt, der polygonal aus der Wand vortritt. Die Fenster des Erkes sind im Erdgeschoss spitzbogig und im Obergeschoss spitzdreieckig. Die übrigen Wände des Gebäudes sind durch segmentbogige Fenster gegliedert. Im Drempel befinden sich spitzdreieckig geschlossene Luken. |      |
| 1589 |                  | Meilenstein (Flur 2, Flurstück 119)                    | |      |

### Groß Walmstorf
| ID  | Lage                                                                 | Bezeichnung | Beschreibung | Bild |
| --- | -------------------------------------------------------------------- | --- | ------------ | ---- |
| 665 | Hofstraße 14, 6                                                      | Gutsanlage m. Gutshaus, Park, Speicher, Scheune, Speicher m. Scheunenanbau u. kleines Wirtschaftsgebäude sowie sog. Witwenhaus |              |      |
| 666 | Grevesmühlener Straße o.Nr. (Flur 2, Fl.-St.8/2) (ehem. Hauptstraße) | ehem. Schnitterkaserne (2-geschossiges Wohnhaus)                                                                               |              |      |

### Niendorf
| ID   | Lage          | Bezeichnung | Beschreibung | Bild |
| ---- | ------------- | ----------- | ------------ | ---- |
| 1027 | Hauptstraße 9 | Bauernhaus  |              |      |
| 1023 | Dorfstraße 3  | Bauernhaus  |              |      |
| 1025 | Dorfstraße 7  | Bauernhaus  |              |      |
| 1028 |               | Meilenstein |              |      |

### Manderow
| ID  | Lage                                       | Bezeichnung                                                | Beschreibung | Bild |
| --- | ------------------------------------------ | ---------------------------------------------------------- | --- | ---- |
| 923 | Alt Jassewitzer Straße 1, Scheperdiek 7, 9 | Gutsanlage, Pferdestall, Schnitterkaserne, Tagelöhnerkaten | Gutshaus, zwei Ställe, Schnitterkaserne, Tagelöhnerkaten, Park mit Gutsteich: Neobarocker, 2-gesch., 15-achs. sanierter Putzbau von 1925 mit Mittelrisalit, Walmdach und verschiedenen Anbauten auf Fundamenten vom 16. Jh., Nebengebäude verfallen Gut der Familien Ditmer (ab 1715) und Martienssen (1799–1945) |      |

## Ehemalige Denkmale

### Beckerwitz
| ID | Lage            | Bezeichnung | Beschreibung | Bild |
| -- | --------------- | ----------- | ------------ | ---- |
|    | An der Krümm 15 | Wohnhaus    |              |      |

## Quelle
- Denkmalliste des Landkreises Nordwestmecklenburg (Stand: 9. November 2023; PDF, 1,2 MByte)